# Santhià
Santhià är en ort och kommun i provinsen Vercelli i regionen Piemonte, Italien. Kommunen hade 8 468 invånare (2018).